# ملاذكرد
ملاذكرد (بالأرمنية: Մանազկերտ) هي بلدة في محافظة موش شرقي تركيا. في عام 1915، عشية مذابح الأرمن، كانت ملاذكرد جزءاً من ولاية بتليس وكان يبلغ عدد سكانها 5,000، الغالبية العظمى منهم من الأرمن.

## أعلام
- أبو علي القالي